# Ochrotrichia phenosa
Ochrotrichia phenosa är en nattsländeart som beskrevs av Ross 1947. Ochrotrichia phenosa ingår i släktet Ochrotrichia och familjen smånattsländor. Inga underarter finns listade i Catalogue of Life.